# Hammarslund
Hammarslund är en del av tätorten Hammar i Kristianstads kommun i Skåne län, belägen några km  söder om Kristianstad.

## Historik

### John Nun Milner invallar Nosabyviken av Hammarsjön.

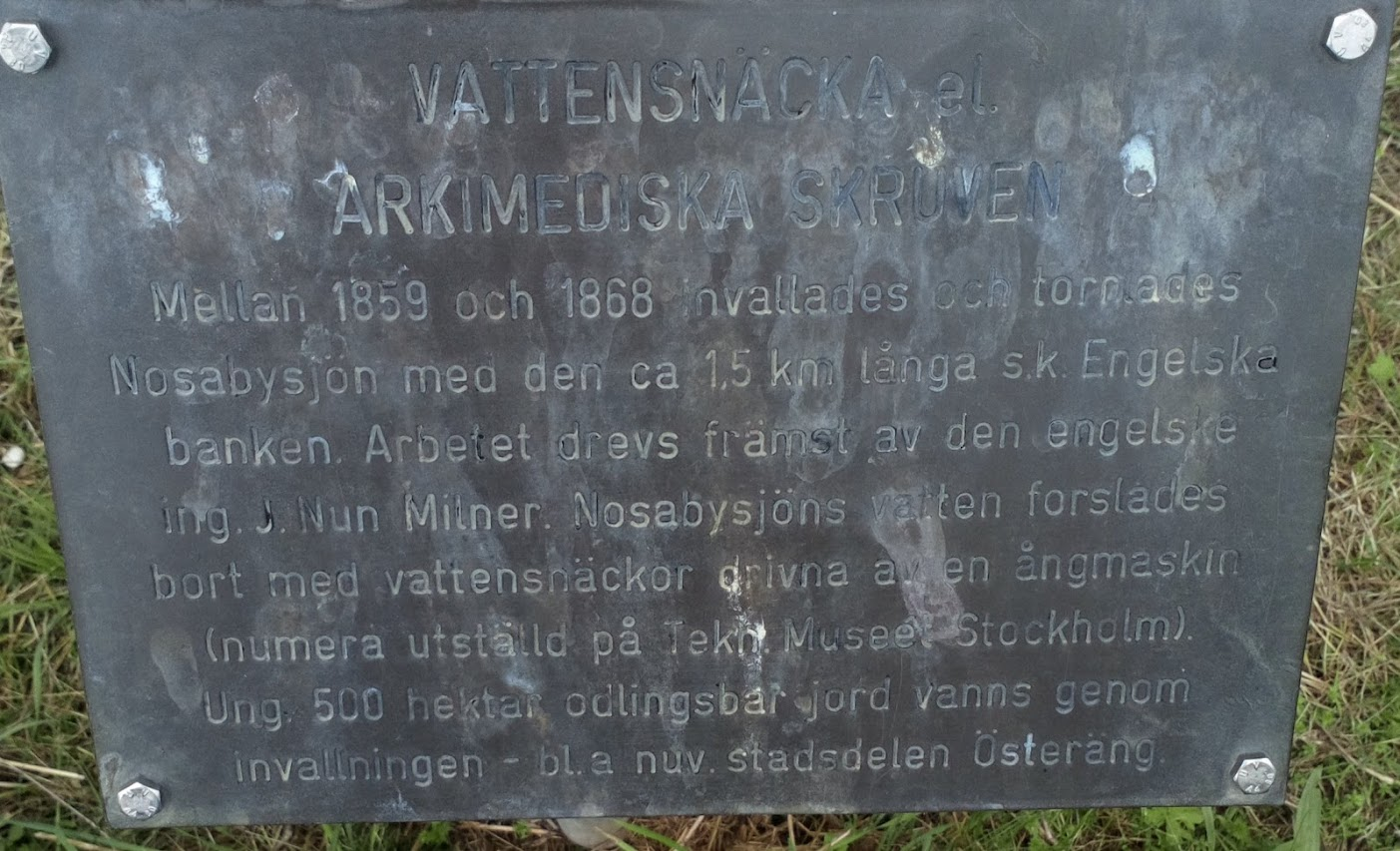
Informationstavla vid Arkimedesskruven

Invallningen av Nosabyviken leddes av John Nun Milner. Arbetet började vid Hammars pynt och byggdes mot Udden. Arbetet bedrevs av 200 arbetare  och blev svårare än väntat. Efter vallbygget skulle området tömmas på vatten vilket krävde diken i området och vattnet måste pumpas ut i sjön bakom vallen. Under arbetet bosatte sig Milner i Hammarlsund. Den 15 april 1863 köpte Milner gården Hammar nummer 7 nuvarande ridhuset vid Hammarslund. I arbetet användes en ångmaskin som drev en pump med Arkimedes skruv. Pumpen fanns vid Hammars pynt. Skruven är bevarad och är huvudattraktion  i ett litet utemuseum i Kristianstad Vattenrike. Ångmaskinen är bevarad på Tekniska Museet i Stockholm.

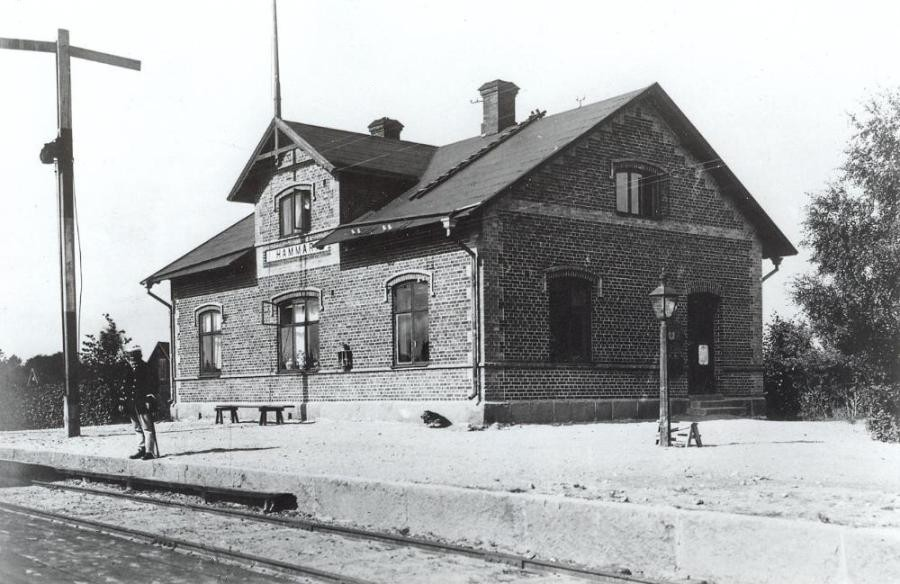

### Järnvägsbygge och stationsort
Hammarslund växte fram som ett stationssamhälle efter anläggandet av Kristianstad–Åhus Järnväg 1886. Järnvägen byggdes på vallen. Stationen (bild till vänster) som hade poststation hette fram till 1927 Hammar. Ett nytt stationshus byggdes 1906. Persontrafiken på banan upphörde 1962. När persontrafiken upphörde hade Hammarslund cirka 200 innevånare. Befolkningen hade minskat från 1930-talet. Svenska orter beskriver Hammarslund som ett egnahemsområde i Nosaby kommun med 270 invånare den 1 januari 1931. Samhället ligger på Hammar nr 10, Hammar 19 och Hammar 25-30 4 km från Kristianstad.

### Björklunds nejlikeodlingar

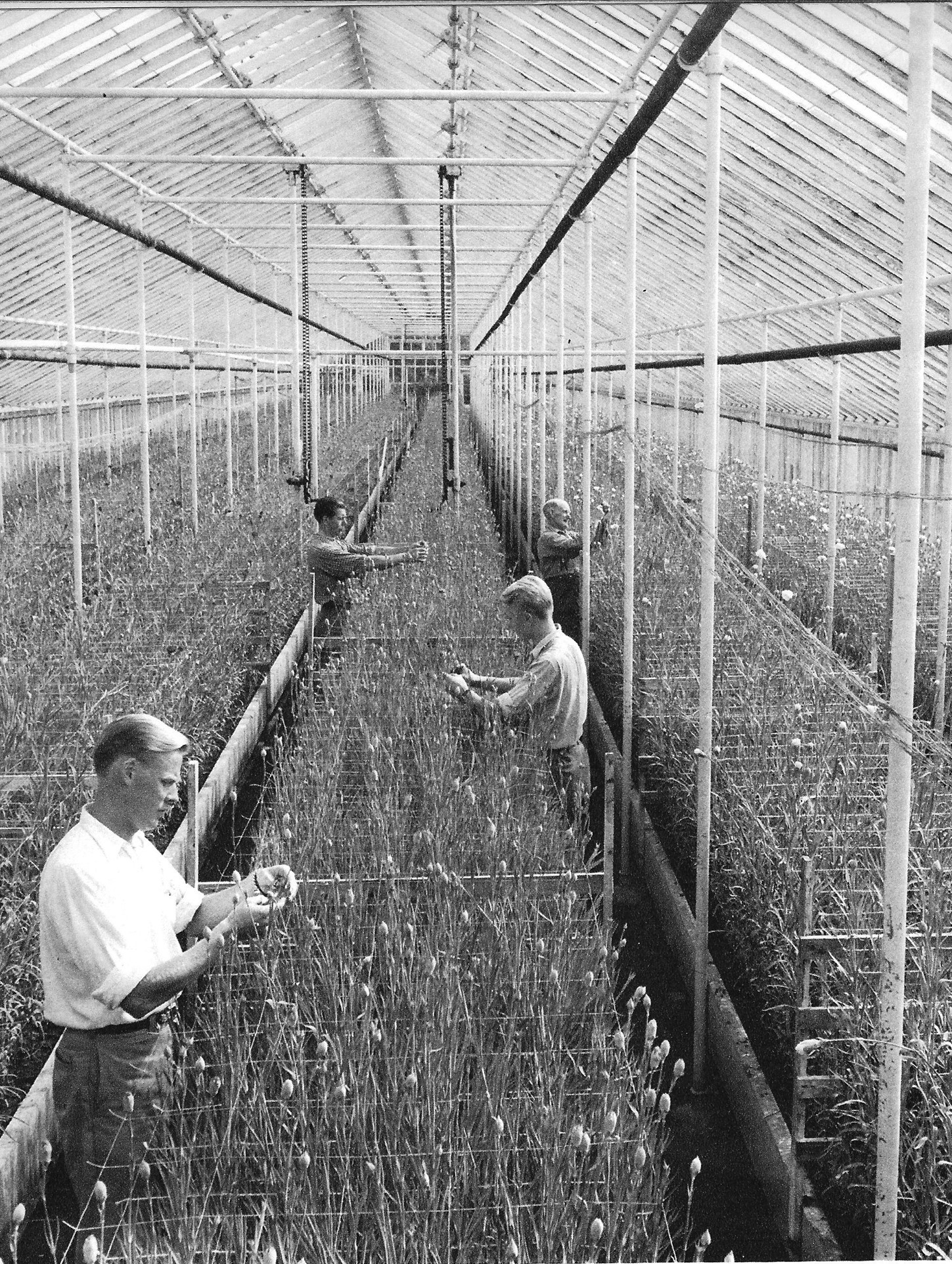
Bröderna Björklunds nejlikodlingar i Hammarslund 1951. Flera av ortens gator bär idag namn från olika nejlikor.

Bröderna Björklunds nejlikodlingar i Hammar var berömda. Anläggningen var Nordens största nejlikeodlingar. De första växthusen byggdes 1895 och trädgårdsmästeriet började med odlingar av nejlikor 1906. 1930 hade trädgårdsanläggningen 18 växthus och 40 anställda. Ett växthus från 1929 var 175 m  långt och 10 m brett. Övriga 17 växthus 1930 var i storleken 80X10 m. I ett växthus odlades 1930 rosor, två växthus inrymde odling av ormbunkar av släktet Adianthum, medan de övriga 15 hyste nejlikor av olika sorter. Tomater odlades i mellangångarna. Nejlikor drogs upp som sticklingar men också som fröplantor efter korsningar. Röda och skära nejlikor odlades mest för de sålde bäst. Nejlikorna i växthusen blommade mest i juni–augusti och oktober– november. Björklunds odlingar drabbades av ekonomiska svårigheter på 1970-talet och minskade först kraftigt och slutligen avvecklades rörelsen.

### Kristianstad Ridklubb
Kristianstads Ridklubb bildades 1946.  Den låg först på Östra Kasern i Kristianstad men då ett nytt polishus byggdes i början av 1960-talet revs stallarna och ridskolan flyttade till Hammarslund. Föreningen hade 2024 omkring 400 medlemmar.Ridskolan bedriver undervisning för såväl nybörjare som tävlingsryttare och har omkring 40 lektioner per vecka. Klubben har verksamhet för ryttare med funktionsnedsättning. Ridhusen har måtten 20 x 60 m och ett mindre ridhus 12 x 18 m.

### Striden om ICA:s varulager
Ica hade lagerlokaler på Udden, men lagret var för litet och hade sämre tillfartsvägar. ICA fick byggnadstillstånd för att bygga nytt lager under hösten 1987 och startade byggnationen. Ärendet överklagades av boende i Hammarslund och den 28 februari 1988 stoppades byggnationen. Ärendet överklagades sedan ända upp till regeringsrätten. Den segslitna striden mellan Kristianstads kommun, Ica och uppretade villaägare i Hammarslund slutade med seger för de boende. ICA gav upp striden och beslutade sig för att bygga ut verksamheten i Helsingborg och omkring 100 arbetstillfällen försvann från Kristianstad kommun.

### Hammarslundsvallen nära att brista 2002
2002 nådde Helgeån vattenstånd 2,24 m vid Barbacka och då översvämmades Tivoliparken i Kristianstad. Situationens allvar innebar ett hot att Hammarslundsvallen skulle brista. Vallen byggdes under 1860-talet och var instabil. Under fem dygn 2002  anlades en tryckbank. 50 000 ton bergkross förstärkte vallen och 25 lastbilar körde i skytteltrafik dygnet runt för att klara uppgiften. Efter översvämningen stängdes Hammarlundsvägen permanent för trafik från Kristianstad.

### Utbyggnad på tomten för ICA:s lager
Byggnadsnämnden i Kristianstad godkände i oktober 2006 150 nya villatomter. Tomterna  ska byggas i  Hammarslund, där ICA planerade att bygga ett lager för flera år sedan. Byggnadsnämnden antog en ny detaljplan som medger byggnation av rad- och kedjehus men också fristående villor. Planen innebar att några utfarter ändrades. En lokalgatas anslutning till Otto Lindenows väg ersattes av ett grönstråk med cykelväg.

### HSB bygger på gamla tomten för Björklunds nejlikeodlingar
HSB Skåne uppförde  65 nya radhus med hyresrätt. Husen byggdes som enplanshus med 2-4 rum och kök och i storleken 65–84 kvadratmeter. De 65 radhusen byggdes i tre etapper med inflyttnin för sista etappen i april 2017. I februari 2014 hittade länsstyrelsengifter i marken då man inventerade i jakt på miljöföroreningar. Fram till 1970-talet odlades nejliker i Hammarslund. Risken med plantskolor är hanteringen av bekämpningsmedel enligt länsstyrelsen. Kommunen vill lugna villaägarna och halterna på den obebyggda tomen är inte oroväckande och de är lägre i det redan byggda området. Det var främst bly och PAH som hittades i marken men nivåerna bedömdes som ofarliga och ingen marksanering var nödvändig.

## Befolkningsutveckling
Befolkningen ökade i stationsorten till 270 1931 men sedan stagnerade utvecklingen och befolkningen minskade till 199 1960. Nybyggnationer gjorde Hammerslund till tätort 1990. Befolkningsutvecklingen tog ny fart efter att tomten för ICA:s lager började bebyggas efter 2006. Till 2010 ökade  befolkningen med över 100 personer. 2015 hade befolkningen ökat med 240 personer från 2005. Genom HSB:s projekt fortsatte utvecklingen och de 65 lägenheterna ledde till att ytterligare 200 personer bodde i orten 2018 (se faktaruta) då den slogs samman med Hammar som tätort.
| Befolkningsutvecklingen i Hammarslund 1960–2015                                         | Befolkningsutvecklingen i Hammarslund 1960–2015 | Befolkningsutvecklingen i Hammarslund 1960–2015 | Befolkningsutvecklingen i Hammarslund 1960–2015 | Befolkningsutvecklingen i Hammarslund 1960–2015 |
| --------------------------------------------------------------------------------------- | ----------------------------------------------- | ----------------------------------------------- | ----------------------------------------------- | ----------------------------------------------- |
|                                                                                         |                                                 |                                                 |                                                 |                                                 |
| År                                                                                      |                                                 |                                                 | Folkmängd                                       | Areal (ha)                                      |
| 1960                                                                                    | 1960                                            |                                                 | 199                                             | ¤                                               |
| 1990                                                                                    | 1990                                            |                                                 | 319                                             | 18                                              |
| 1995                                                                                    | 1995                                            |                                                 | 357                                             | 21                                              |
| 2000                                                                                    | 2000                                            |                                                 | 358                                             | 21                                              |
| 2005                                                                                    | 2005                                            |                                                 | 347                                             | 22                                              |
| 2010                                                                                    | 2010                                            |                                                 | 461                                             | 29                                              |
| 2015                                                                                    | 2015                                            |                                                 | 587                                             | 43                                              |
| 2018                                                                                    | 2018                                            |                                                 | 779                                             |                                                 |
| Anm.: Ny tätort 1990 Uppgått 2018 i Hammar ¤ Som tätortsbebyggelse med 150-199 invånare |                                                 |                                                 |                                                 |                                                 |

Bebyggelsen räknades av SCB intill 2018 som en separat tätort för att därefter ses som en del av tätorten Hammar.